# Гагарін (Смоленська область)
Гага́рін (рос. Гагарин), до 1968 року Гжатськ (рос. Гжатск, біл. тарашк. Гжацак) — місто у Смоленській області Росії, адміністративний центр Гагарінського району.
Населення — 31 721 особа (2007 рік).
Місто розташоване на річці Гжать (басейн Волги) у південній частині Гжатсько-Вазузької низини, за 180 км на південний захід від Москви та за 239 км на північній схід від Смоленська.

## Історія
Засновано в 1703 році за вказівкою Петра I як пристань на річці Гжать (Гжатська пристань).
З середини XVIII століття отримала назву Гжатська слобода; в 1776 році за указом Катерини II вона була перетворена на повітове місто Гжатськ і одержала герб: «навантажену хлібом і готову до відправлення баржу в срібному полі в знак того, що при сьому місті славна хлібна пристань».

### Перейменування
23 квітня 1968 року Указом Президіуму Верховної Ради РСФСР м. Гжатськ перейменоване на м. Гагарін на честь Ю. О. Гагаріна, який народився 9 березня 1934 року у с. Клушино Гжатського району і загинув 27 березня 1968 року.

## Урбаноніми
У місті є такі урбаноніми:
- вул. 26 Бакінських Комісарів
- вул. 50 років ВЛКСМ
- вул. 9 Тупик
- вул. Академіка Тихонова
- вул. Базарна
- вул. Бахтіна
- Білоруський провулок
- вул. Віри Засулич
- вул. Воїнів-інтернаціоналістів
- Воїнський проїзд
- вул. Волкова
- вул. Гагаріна
- вул. Гвардійська
- Герцена провулок
- вул. Герцена
- вул. Гжатська
- Глінки провулок
- вул. Гридінського
- вул. Дениса Давидова
- вул. Денисенкова
- вул. Добровольського
- вул. Залізнична

## Галерея

місто Гагарін
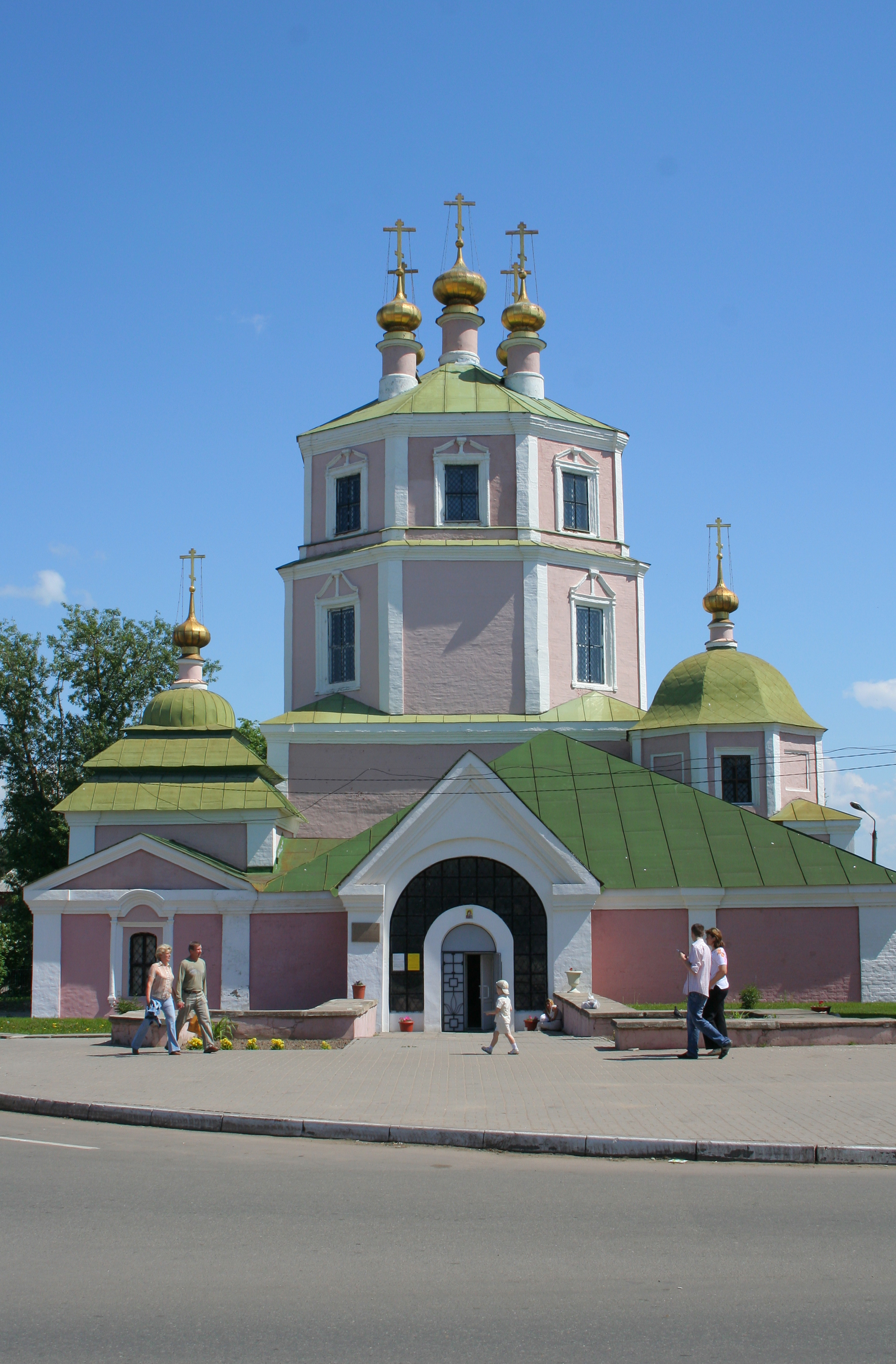
Казанська церква
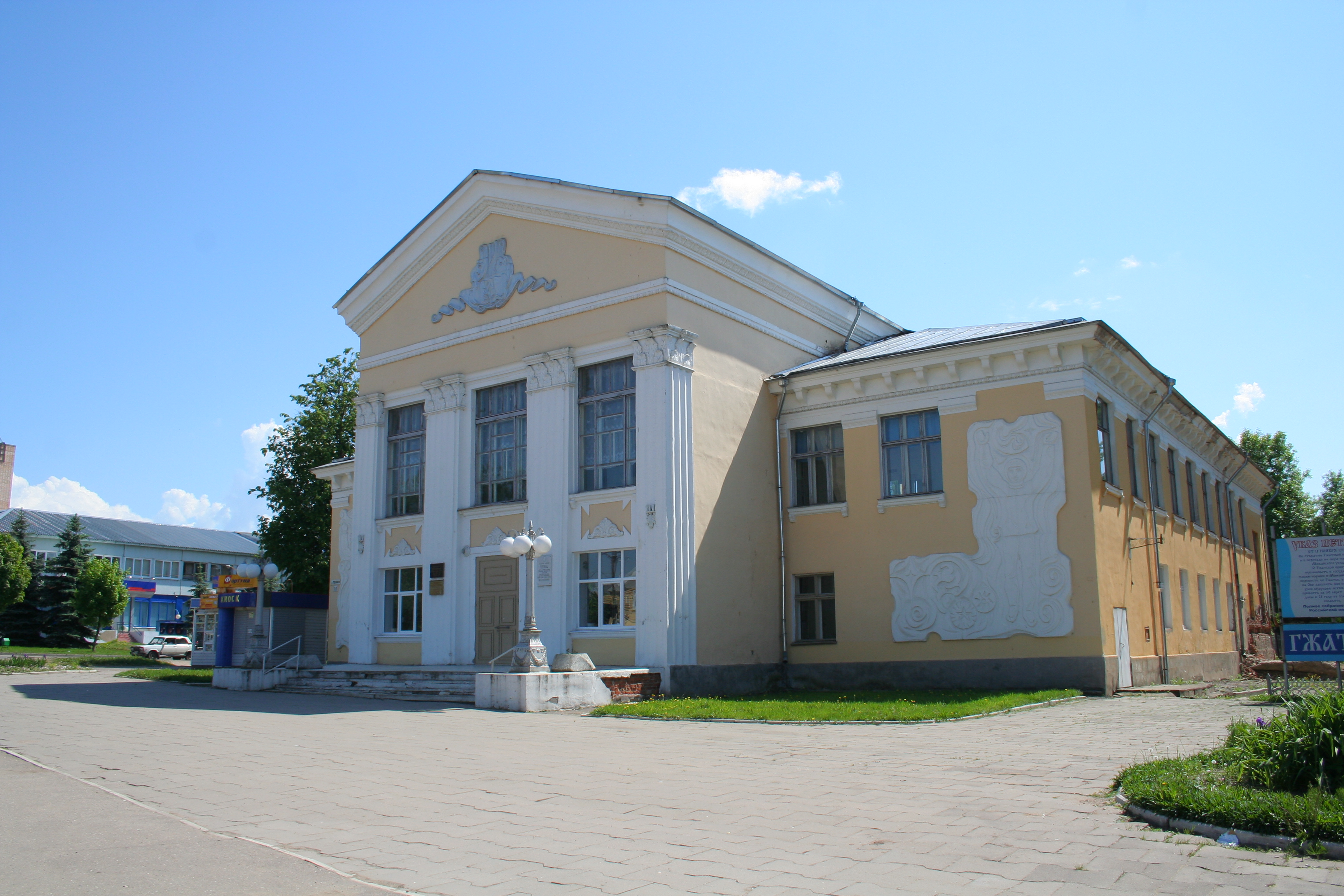
Народний театр і музична школа
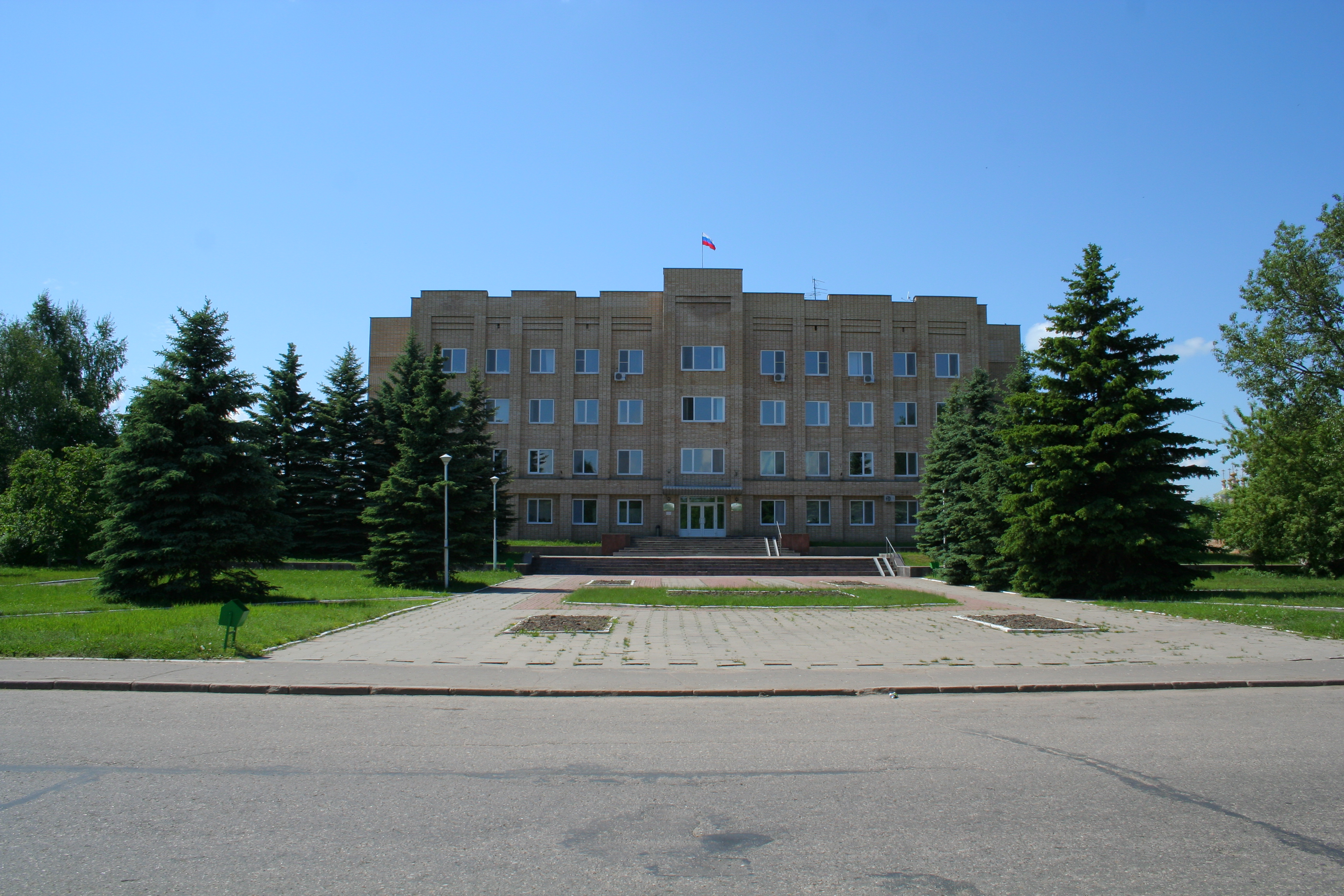
Будівля районної адміністрації
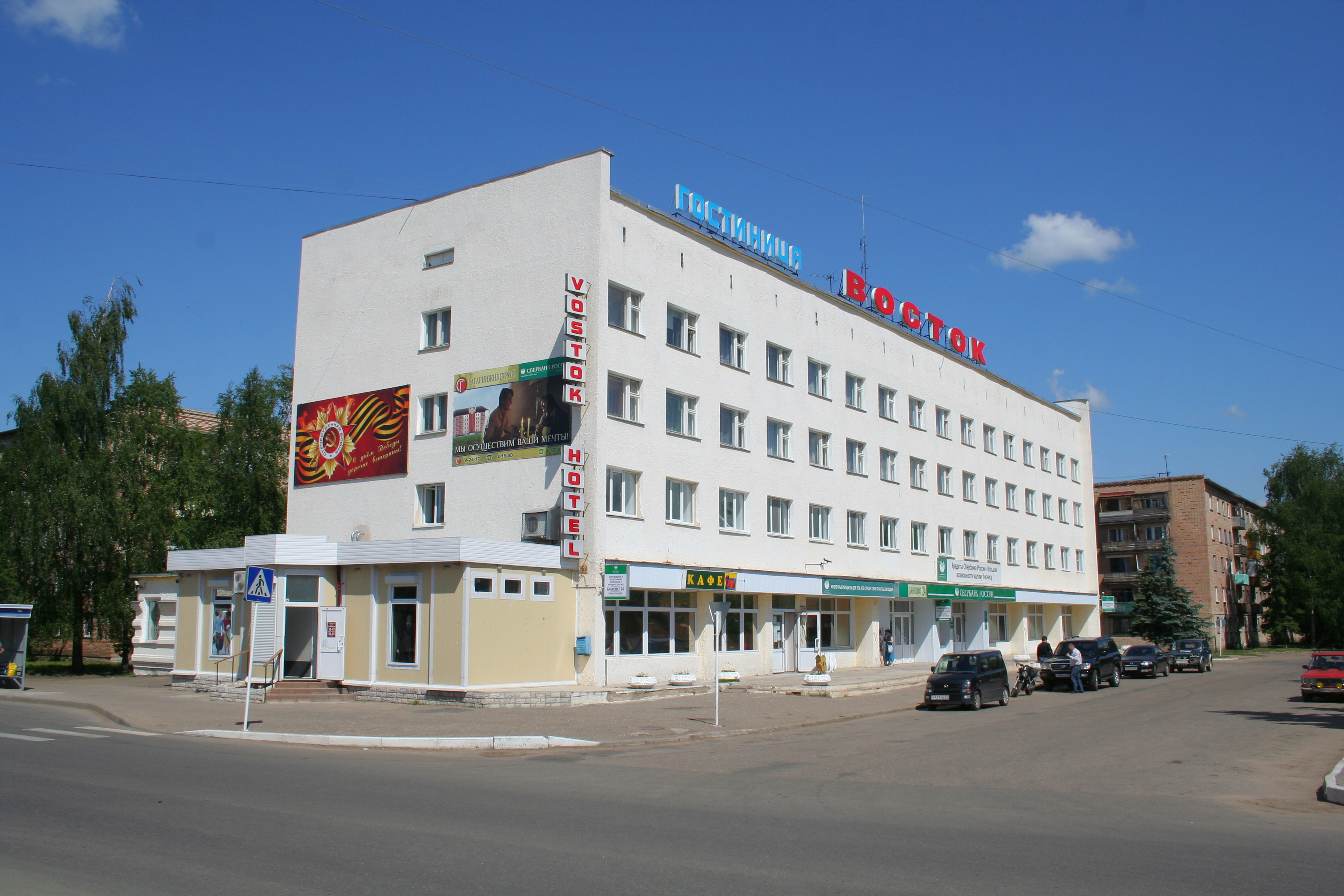
Готель «Восток»
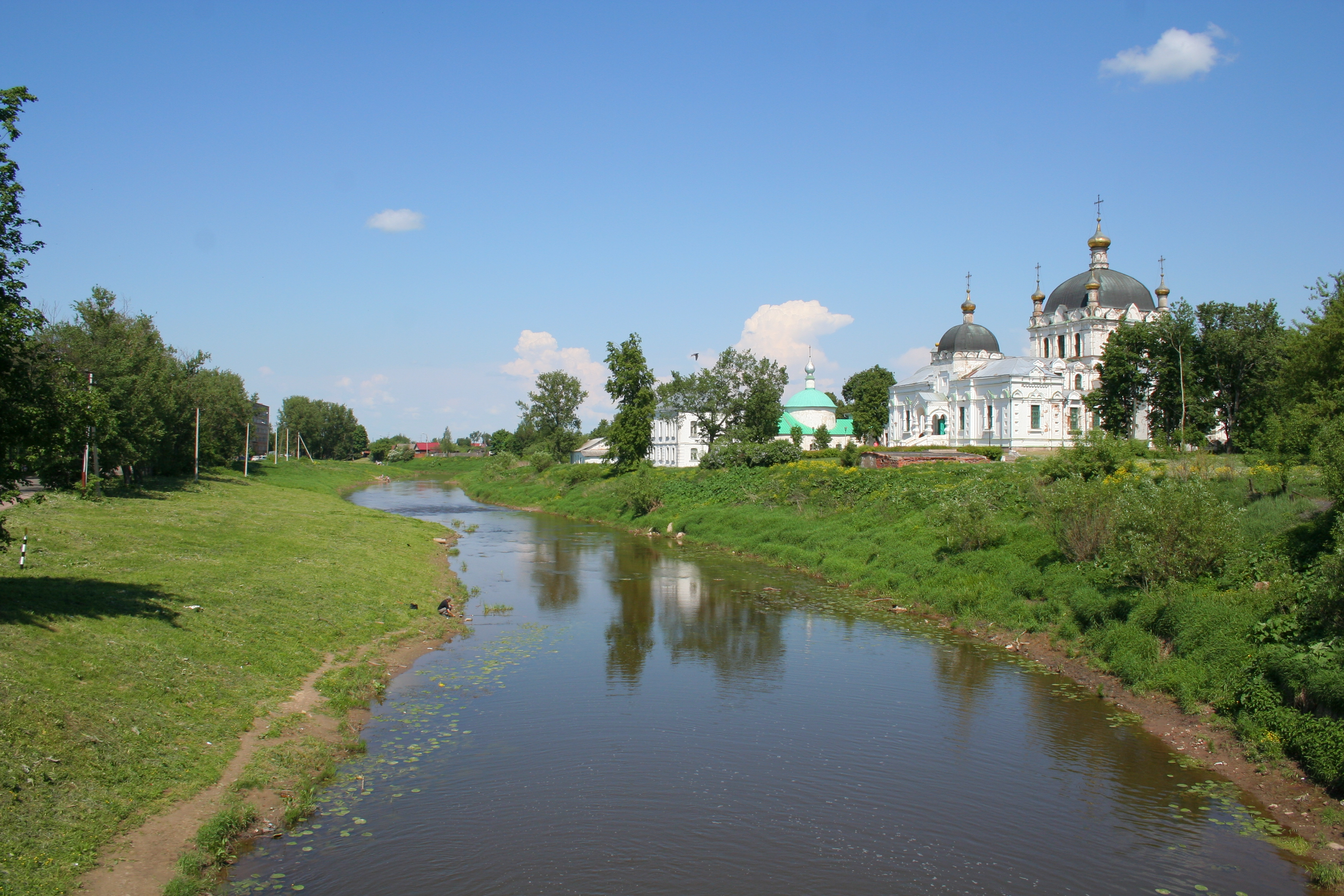
Річка Гжать, Благовіщенський собор і Тихвинська церква
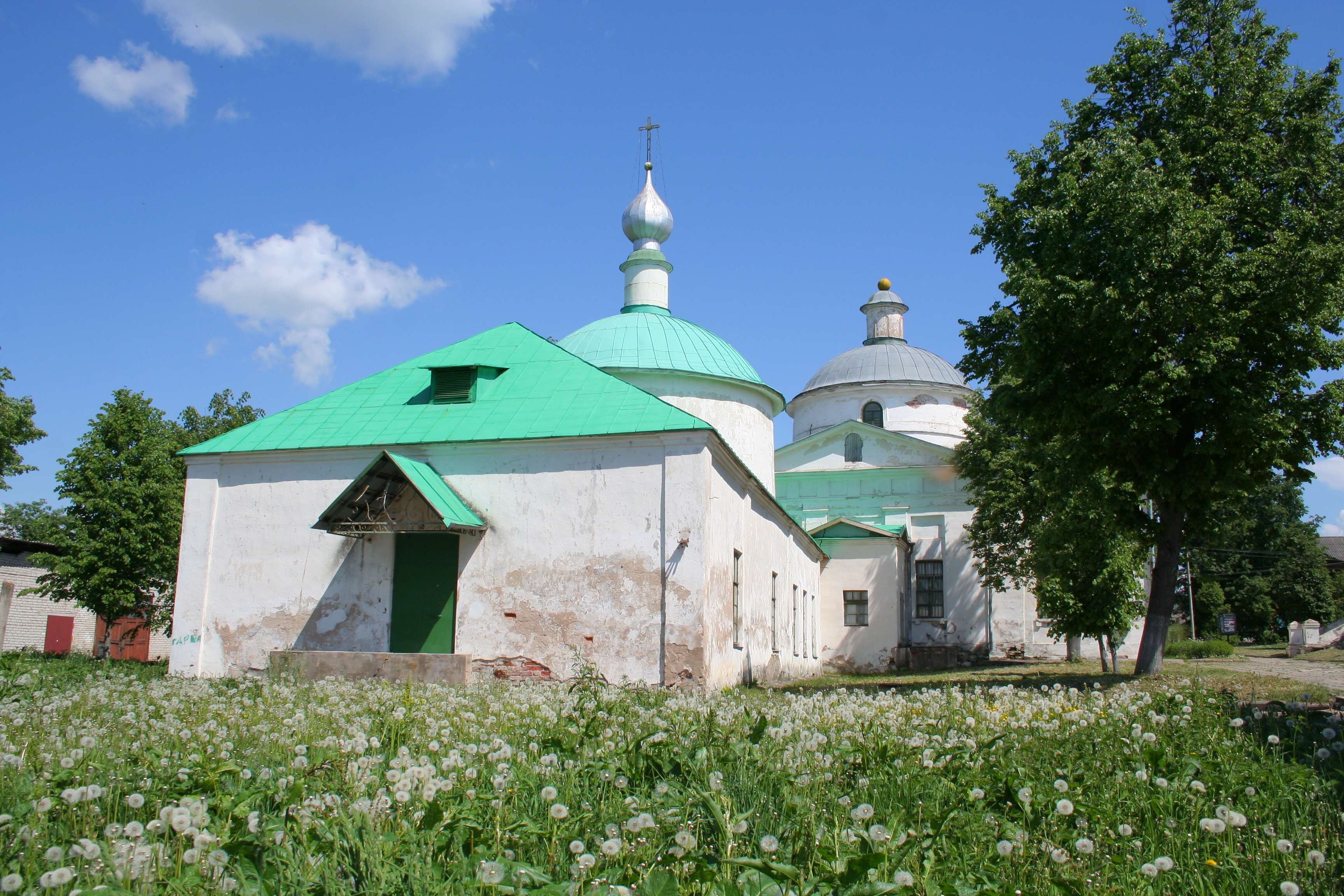
Колишня Тихвинська церква, сучасна художня галерея краєзнавчого музею
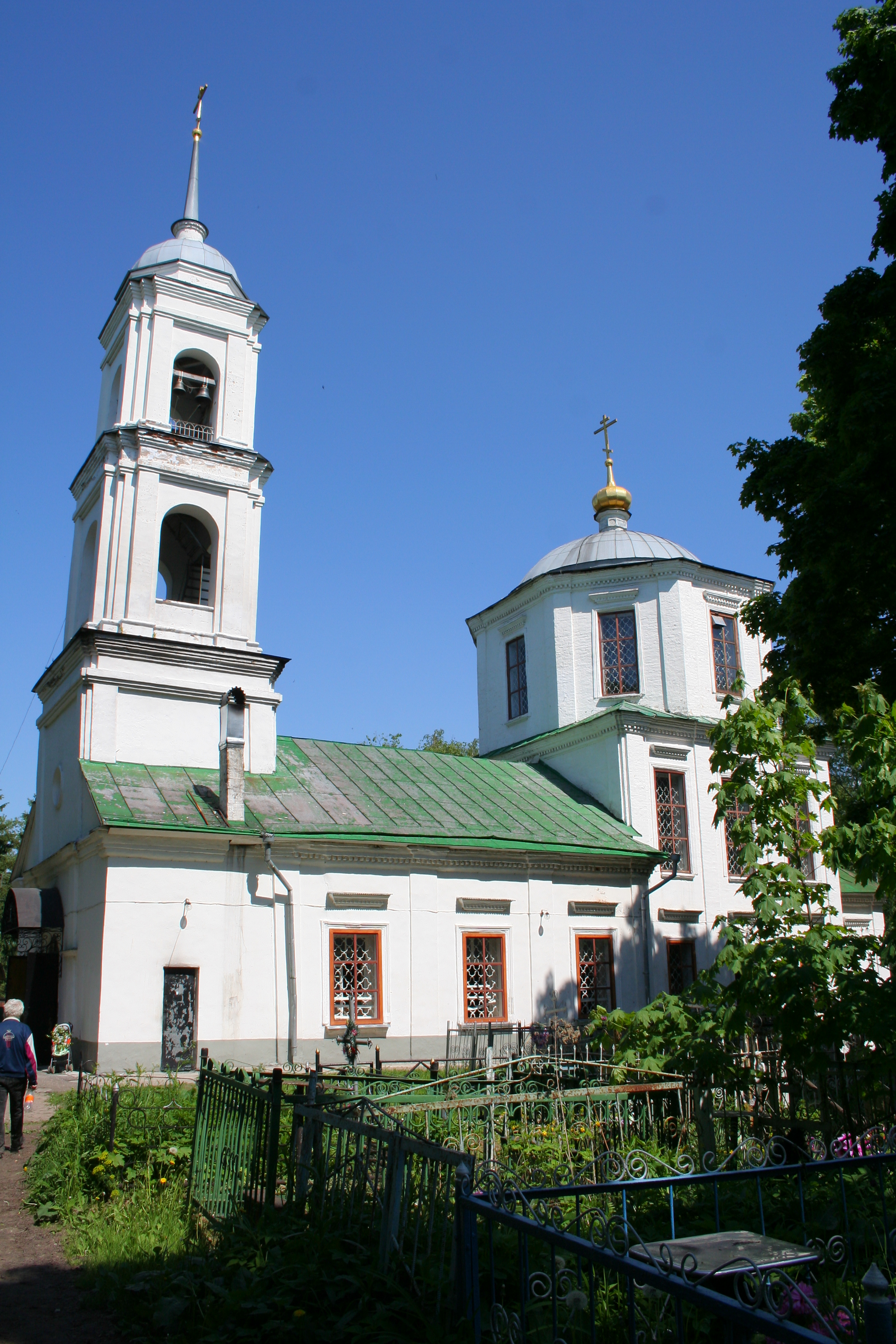
Церква Вознесіння
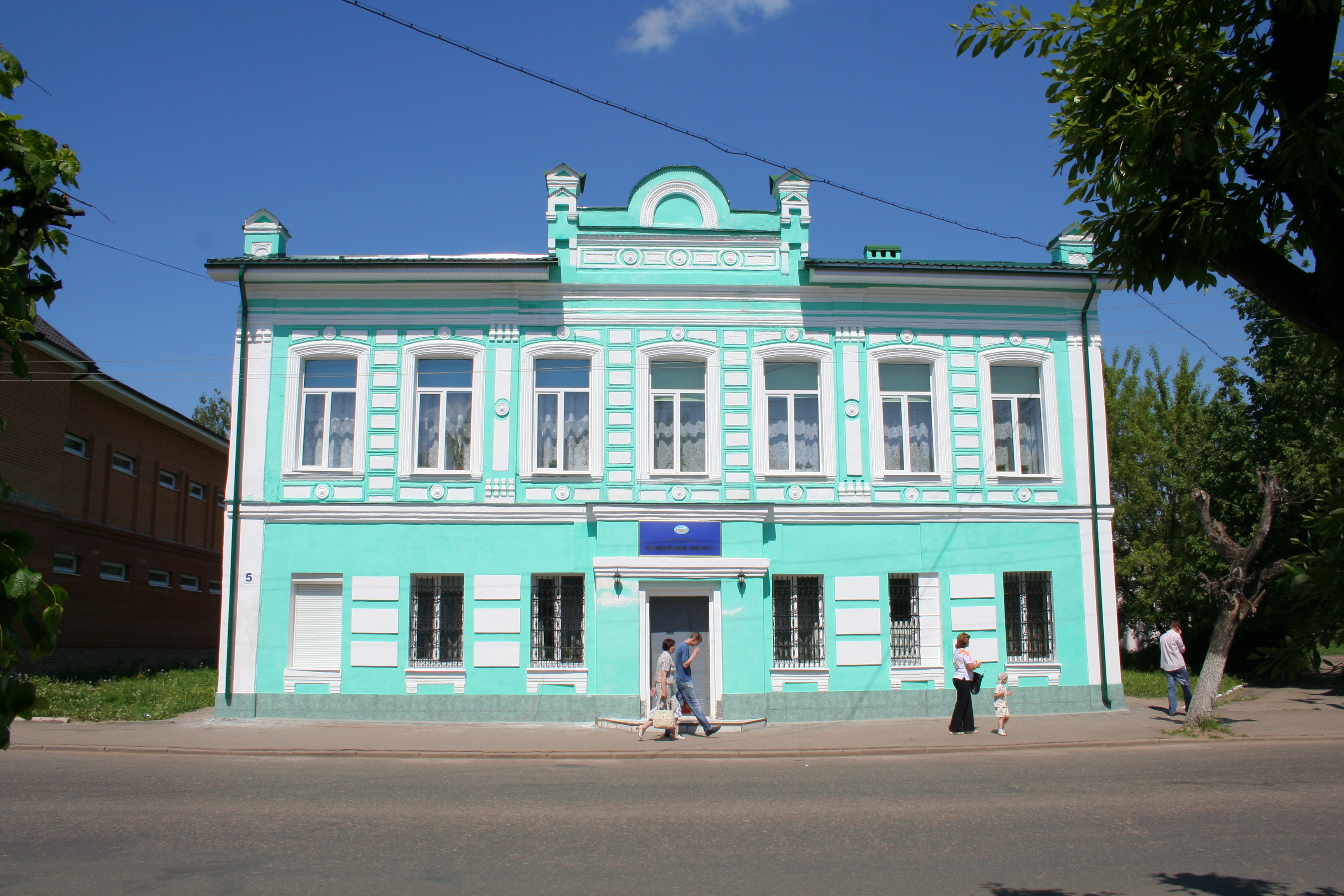
Старий особняк; сучасний філіал Російського нового університету